# Département de Belgrano (Santa Fe)
Pour les articles homonymes, voir Département de Belgrano.
Le département de Belgrano est une des 19 subdivisions de la province de Santa Fe, en Argentine. Son chef-lieu est la ville de Las Rosas.
Le département a une superficie de 2 386 km2. Sa population s'élevait à 41 449 habitants en 2001.

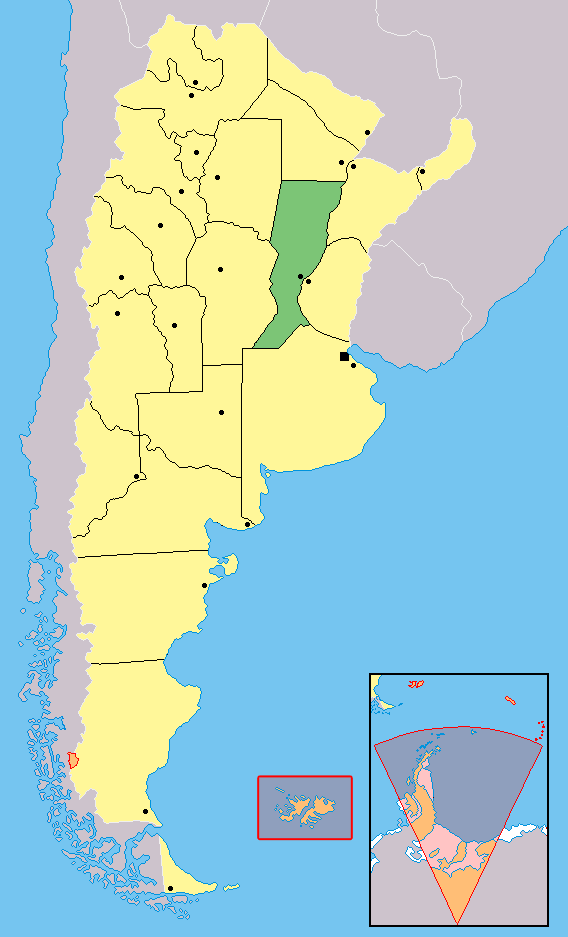
Localisation de la province de Santa Fe en Argentine.